# Akio
Akio är en ö i Finland.   Den ligger i kommunen Uleåborg i den ekonomiska regionen  Uleåborgs ekonomiska region  och landskapet Norra Österbotten, i den centrala delen av landet, 500 km norr om huvudstaden Helsingfors. Arean är 0,54 kvadratkilometer.
Terrängen på Akio är mycket platt. Den sträcker sig 0,9 kilometer i nord-sydlig riktning, och 1,9 kilometer i öst-västlig riktning.  I omgivningarna runt Akio växer i huvudsak blandskog.